# محمد جميل الشطي
محمَّد جَمِيل بن عُمرَ الشَّطِّي (1300- 1378 هـ/ 1882- 1958 م) فقيه حنبلي سوري، وقاض شرعي، وصوفي شاذلي، وكاتب ديني. عُيّن كاتبًا لمحكمة الحقوق، وولي النيابة الحنبلية، ورأسَ الكتَّاب في محكمة دمشق الشرعية، وعُيّن مفتيًا للحنابلة. انتُخب عضوًا في جمعية العلماء في دمشق. له عدَّة مؤلفات وديوان شعر.

## ولادته وتحصيله
وُلد محمد جميل بن عمر بن محمد بن حسن بن عمر الشطّي في دمشق، في 18 صفر 1300هـ الموافق 28 ديسمبر 1882م، ونشأ في حجر والده.
أولع بالأدب والتاريخ ولمَّا يبلغ الخامسة عشرة. وقرأ مبادئ العلوم على عمِّه مراد ثم على أبي الفتح الخطيب، وأخد الفقه الحنبلي والفرائض عن والده، ثم عن عمِّه الآخر أحمد، وتلقّى طرفًا من الحديث عن بكري العطار، وعن المحدِّث بدر الدين الحسني.
ثم لازم جمال الدين القاسمي ملازمة تامَّة، وأخذ عنه في أكثر العلوم وتأثَّر به. قرأ بنفسه بعض كتب التفسير، والحديث، والفقه، والفرائض، وانتفع بها. وأجازه بعض الشيوخ.
أخذ الطريقة الشاذلية عن محمد بن يلس التلمساني، ولازمه حتى توفي، فلازم ابنه أحمد حتى توفي أيضًا، وحجَّ معه وكان يتردَّد معه إلى الشيخ عبده الشربجي، إمام جامع الباشورة بحي الشاغور وخطيبه.

## وظائفه وأعماله
لازم المحاكم الشرعية بدمشق صغيرًا منذ سنة 1313 هـ/ 1895 م، مقيدًا في محكمة البرزوية، ثم كاتبًا في محكمة العمارة، ثم في محكمة الباب حتى سنة 1327 هـ/ 1909 م، حينما عيّن كاتبًا في دائرة الإجراء، ثم في محكمة الحقوق، ثم في محكمة الصلح، ثم معاونًا لمأمور الإجراء بدمشق، ثم معاونًا للحاكم المنفرد في دوما، ثم عضوًا في محكمة حماة حتى سنة 1337 هـ/ 1918 م، حينما عيّن نائبًا حنبليًا، ثم رئيس كتّاب في محكمة دمشق الشرعية حتى 1348 هـ/ 1930 م.
وفي هذه السنة نفسها انتخب مفتيًا حنبليًا لمدينة دمشق، إضافة إلى إمامة الحنابلة في الجامع الأموي التي قام بها منذ سنة 1334 هـ/ 1916 م وجمع إلى ذلك منذ سنة 1352 هـ/ 1934 م خطابة جامع الباذرائية في حيِّ العمارة وبقي على هذه الوظائف الثلاث الأخيرة حتى وفاته.
وبرع كثيرًا بعلم الفرائض والمناسخات حتى كانت تستعين به وِزارة الأوقاف والمحاكم في كثير من المرات فترسل إليه الحجج الشرعية والسجلات التي تتضمن إشكالات في الميراث. 
كان غالب نشاطه العلمي التدريس بجامع الباذرائية وهو المتولي عليه من الأوقاف. ولما كان حنبليَّ المذهب فقد كان يقصد مدرسته هذه الطلاب الحنابلة، وخصوصًا من بلدة الضُّمَيْر والرُّحَيْبة ودُوما ونابُلُس والمدن التي تقلِّد المذهب الحنبلي في سوريا.
وإلى جانب إشرافه على المدرسة وقيامه بالخطابة فيها كان يلقي فيها دروسًا كثيرة غالبها في الفقه الحنبلي وعلم الفرائض وعلوم اللغة العربية. ومن أشهر طلَّابه: الشيخ عمر بدران إمام جامع السمَّانة بدمشق وخطيبه، والشيخ أحمد أبو زيد إمام مسجد الرُّحَيبة، والشيخ جميل الكِيلاني وأخوه الشيخ قاسم الكِيلاني، والشيخ مصطفى الجَذْبة من أخصِّ تلامذته، وهؤلاء الثلاثة من بلدة الضُّمَير، والشيخ عبد الرحيم السيِّد الذي كان يؤمُّ في جامع الباذرائية.

## شعره
ذكره عبد العزيز البابطين في معجمه وقال عنه: «يدور شعره حول الوعظ وإسداء النصيحة، فجله يجيء تعبيرًا عن انصراف الناس عن جادة الحق، يميل إلى الحكمة واستخلاص العبر، وله شعر في التهاني الإخوانية الممتزجة بالمدح والإشادة، كما كتب في المطارحات الشعرية. لغته مباشرة، تناسب أجواء الوعظ والإرشاد. شعره يغلب عليه جانب الفكر، وخياله شحيح.»

## آثاره ومؤلفاته
اهتم بالتأليف منذ شبابه، فكتب عدة مؤلفات ومقالات كثيرة في الصحف والمجلات كان بعضها ردودًا. حقق بعض مخطوطات جده محمد بن حسن. من مؤلفاته:
1. البرهان على صحة رسم مصحف الحافظ عثمان، رد على أحد فقهاء المالكية
2. تنقيح السراجية في فرائض الحنفية
3. السيف الرباني، في الرد على القاديانية
4. الدروس الفرضية، في الفرائض
5. ديوان شعر
6. رسالة في علم الفرائض
7. روض البشر في أعيان دمشق في القرن الثالث عشر
8. الضياء الموفور في تراجم بني فرفور
9. الفتح الجلي في القضاء الحنبلي
10. قانون الصلح وبعض القوانين التركية المعمول بها، ترجمه عن التركية
11. مجموع فتاوى
12. مختصر طبقات الحنابلة
13. المنظومات الجميلية الشطية
14. الوسيط في الإفراط والتفريط، في الرد على السلفية الوهابية

## وفاته
توفي محمد جميل الشطي في دمشق، بتاريخ 16 المحرَّم 1378هـ الموافق 1 أغسطس (آب) 1958م، ودُفن في تربة الذهبية من مقبرة الدحداح.

## وصلات خارجية
- في موقع أرشيف المجلات